# Edward Mooney
Edward Aloysius Mooney (Mount Savage, 9 de maio de 1882 - Roma, 25 de outubro de 1958) foi um arcebispo de Detroit e cardeal norte-americano.

## Vida
Edward Aloysius Mooney nasceu no estado de Maryland, sétimo filho de Thomas e Sarah (nascida Heneghan) Mooney, e cresceu em Youngstown, Ohio, onde ele se destacou tanto em seus estudos quanto no beisebol. Recebeu sua educação teológica e filosófica no Saint Charles College, em Ellicott City, no Saint Mary's Seminary em Baltimore e no Pontificio Collegio Urbano de Propaganda Fide em Roma.
Foi ordenado em 10 de abril de 1909, em Roma, pelo cardeal Pietro Respighi. Trabalhou como professor de teologia dogmática no Seminário de Santa Maria de Cleveland (1909-1916); depois foi diretor da Cathedral Latin School no mesmo local (1916-1922); ministério pastoral na diocese de Cleveland (1922-1923). Diretor Espiritual no Pontifício Colégio Norte-Americano, em Roma (1923-1926). O Papa Pio XI concedeu-lhe em 3 de junho de 1925 o título de Prelado Doméstico de Sua Santidade.
O papa nomeou-o em 18 de janeiro de 1926 Arcebispo Titular de Irenopolis em Isauria e Delegado Apostólico nas Índias Orientais. Mooney recebeu a ordenação episcopal na capela do Pontifício Colégio Norte-Americano, Roma, pelo prefeito da Congregação para a Propagação da Fé, Willem Marinus Cardeal van Rossum. Os principais co-consagradores foram o arcebispo Francesco Marchetti-Selvaggiani e o bispo Giulio Serafini. Seu lema episcopal era Dominus servientes. Arcebispo Mooney foi o primeiro americano a ter um posto diplomático permanente de alto escalão no Vaticano.
Durante seu mandato em Bangalor, a Igreja Siro-Malancar foi reconciliada com a Santa Sé. De 30 de março de 1931 a 1933 foi Delegado Apostólico no Japão. Em 28 de agosto de 1933, o papa nomeou-o Bispo de Rochester, mantendo o título pessoal de arcebispo. Durante seu mandato em Rochester, ele promoveu a Ação Católica e os Cavaleiros de Peter Claver como um meio de alcance à comunidade afro-americana e se interessou profundamente pelo ensino social católico e pelas relações trabalhistas.
Entre 1935 e 1945, Arcebispo Mooney serviu vários mandatos como presidente do conselho da National Catholic Welfare Conference, a associação de bispos e voz principal da igreja nos EUA.
Em 26 de maio de 1937, Mooney foi promovido a primeiro arcebispo de Detroit. A nova arquidiocese estava em péssima situação financeira, não conseguira construir sua nova catedral, sofria constrangimentos pelas declarações de padre Charles Coughlin. Sob Mooney, a igreja de Detroit melhorou sua situação financeira, aproveitando a produção de guerra para os Aliados e, mais tarde, para os próprios Estados Unidos começou a trazer a indústria de Detroit de volta à vida. Completou e modificou uma nova catedral e construiu o Seminário Provincial de St. John. Sob sua liderança, a população católica de Detroit dobrou — de 600.000 para 1.200.000. Defensor dos sindicatos, ele propôs uma vez o estabelecimento de escolas trabalhistas paroquiais. Desde o início de seu mandato em Detroit, Mooney se opôs ao padre Coughlin e levou ao cancelamento de suas polêmicas transmissões de rádio.
Durante e após a Segunda Guerra Mundial, ele fundou e dirigiu o Serviço de Assistência de Guerra, que forneceu milhares de toneladas de suprimentos humanitários. Mooney se opôs firmemente à Alemanha nazista, tendo declarado certa vez diante de um grupo de prelados norte e sul-americanos: "Uma vitória nesta guerra para as forças de agressão inspiradas pelos nazistas levaria os cristãos à clandestinidade por gerações nos países conquistados".
O Papa Pio XII elevou-o no consistório de 18 de fevereiro de 1946 como cardeal-presbítero da igreja titular de Santa Susana.
Em 1957, o cardeal Mooney faz a bênção na posse do presidente Dwight D. Eisenhower e do vice-presidente Richard Nixon.
Durante anos, Cardeal Mooney teve problemas cardíacos e em 1946 ele sofreu um derrame; um mês antes de falecer, ele foi hospitalizado em Detroit por exaustão e um check-up geral. Edward Aloysius Mooney morreu de ataque cardíaco, em Roma, poucas horas antes do início do conclave. Ele foi enterrado na cripta do Seminário de St. John, em Detroit. Quando o seminário fechou em 1988, seus ossos foram transferidos para um túmulo em um cemitério católico de Detroit.